# Dekas
Dekas war eine Masseneinheit (Gewichtsmaß) in Baden. Im Königreich Sachsen war das Maß geplant, aber nicht eingeführt.
- 1 Dekas = 10 As = 1/1000 Pfund[1] = 3/100 Lot[2]

Die Maßkette war
- 1 Zentner = 100 Pfund = 1000 Zehnlinge
  - 1 Zehnling = 10 Centas = 100 Dekas